# ルイス・B・メイヤー
ルイス・バート・メイヤー（Louis Burt Mayer、1884年7月12日 - 1957年10月29日）は、アメリカ合衆国の映画プロデューサー。メトロ・ゴールドウィン・メイヤーの共同創始者の一人として知られる。メトロ・ゴールドウィン・メイヤーの首脳として数十年に渡って独裁的な権力を振るい、「天国よりも多くのスターを擁する」とまで言われた同社の全盛期を現出させた。

## 経歴

### 生い立ち
ルイス・B・メイヤーは1884年7月12日に、ロシア帝国領のミンスク（現在のベラルーシ共和国の首都）でエリエゼル・メイル（ヘブライ文字表記：אליעזר מאיר、ラテン文字表記：Eliezer Meir、ロシア語表記：Лазарь Меир）として生まれた。メイヤーの一家は、当時ロシア帝国から抑圧的な支配を受けていたユダヤ系だった。1886年にメイヤーの父親であるヤコブは、幼いメイヤーと家族を連れてアメリカ合衆国のニューヨークに渡り、その後カナダのセントジョンに定住してスクラップ業者になった。
少年時代のメイヤーは、ユダヤ系の彼を苛める子供たちとの諍いが絶えなかったという。一家は極めて貧しく、そのためメイヤーも幼い頃から父親の仕事を手伝っていた。やがて商売の基礎を身につけたメイヤーは、無学で軽蔑の対象だった父親の元を離れて1904年にボストンに移り、そこで彼自身もスクラップ業者になった。

### 映画館主からプロデューサーへ

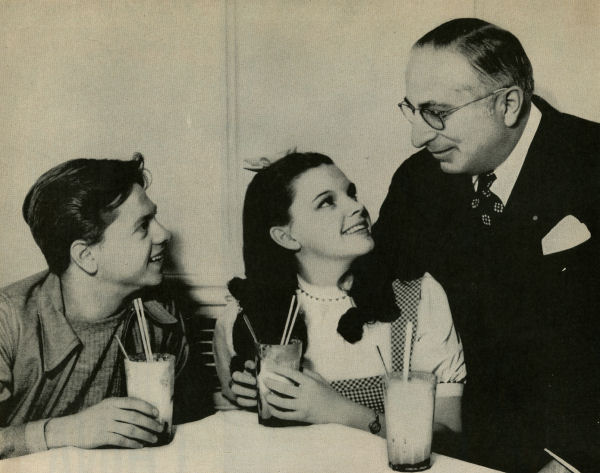
ジュディ・ガーランドやミッキー・ルーニーと語らうルイス・B・メイヤー

同年にメイヤーは、マサチューセッツ州のハーバーヒルで朽ち果てた小劇場を買収。1907年に大改修を施して再オープンし、近隣の住民を呼び込むことに成功する。メイヤーが取った戦略とは、汚れた劇場を白い漆喰で覆い隠しオルガンを設置、更に宗教的なメッセージを持つ映画を上映することで、従来のいかがわしいイメージを払拭すると言うものだった。このときに学んだ「アメリカ人は単純で健全な娯楽を欲している」という教訓を、メイヤーは生涯忘れることがなかったとされる。
当時急成長中だった映画産業の将来性に目をつけたメイヤーは、その後も周辺の劇場を次々と買収、やがてニューイングランド屈指の劇場チェーンを築くことになる。1914年にメイヤーは、映画の配給権の買取ビジネスを開始する。翌1915年にD・W・グリフィス監督作品『國民の創生』が公開されたときには、ニューイングランドにおける独占配給権を獲得し一財産を築いた。同年、その資金を元手にリチャード・A・ローランドと組み、映画会社メトロ・ピクチャーズ（Metro Pictures Corporation）をニューヨークに設立し、その副社長に就任した。1918年に、メトロ・ピクチャーズを離れたメイヤーは、自前の映画製作会社であるルイス・B・メイヤー・ピクチャーズ（Louis B. Mayer Pictures Corporation）を設立、西海岸のロサンゼルスに進出を果たした。メイヤーの会社が最初に製作した劇場映画は、1918年に公開された『Virtuous Wives』というドラマ映画だった。
メイヤーにとって転機が訪れるのは、1924年のことである。この年に全米有数の劇場チェーンの所有主であるマーカス・ロウは、映画業界の再編成を画策。ロウの指揮の下で、メイヤーの退社後に、ロウの傘下に入っていたメトロ・ピクチャーズとサミュエル・ゴールドウィンの保有するゴールドウィン・ピクチャーズ（Goldwyn Pictures Corporation）、更にメイヤーが保有するルイス・B・メイヤー・ピクチャーズの三社が合併し、メトロ・ゴールドウィン・メイヤーが誕生することになった。この流れの中で、メイヤーは同社の映画製作部門の最高責任者に就任。企業の名目上のトップはロウであったものの、新生メトロ・ゴールドウィン・メイヤーの実質的な主導権を握ることになる。

### ハリウッドの最高権力者

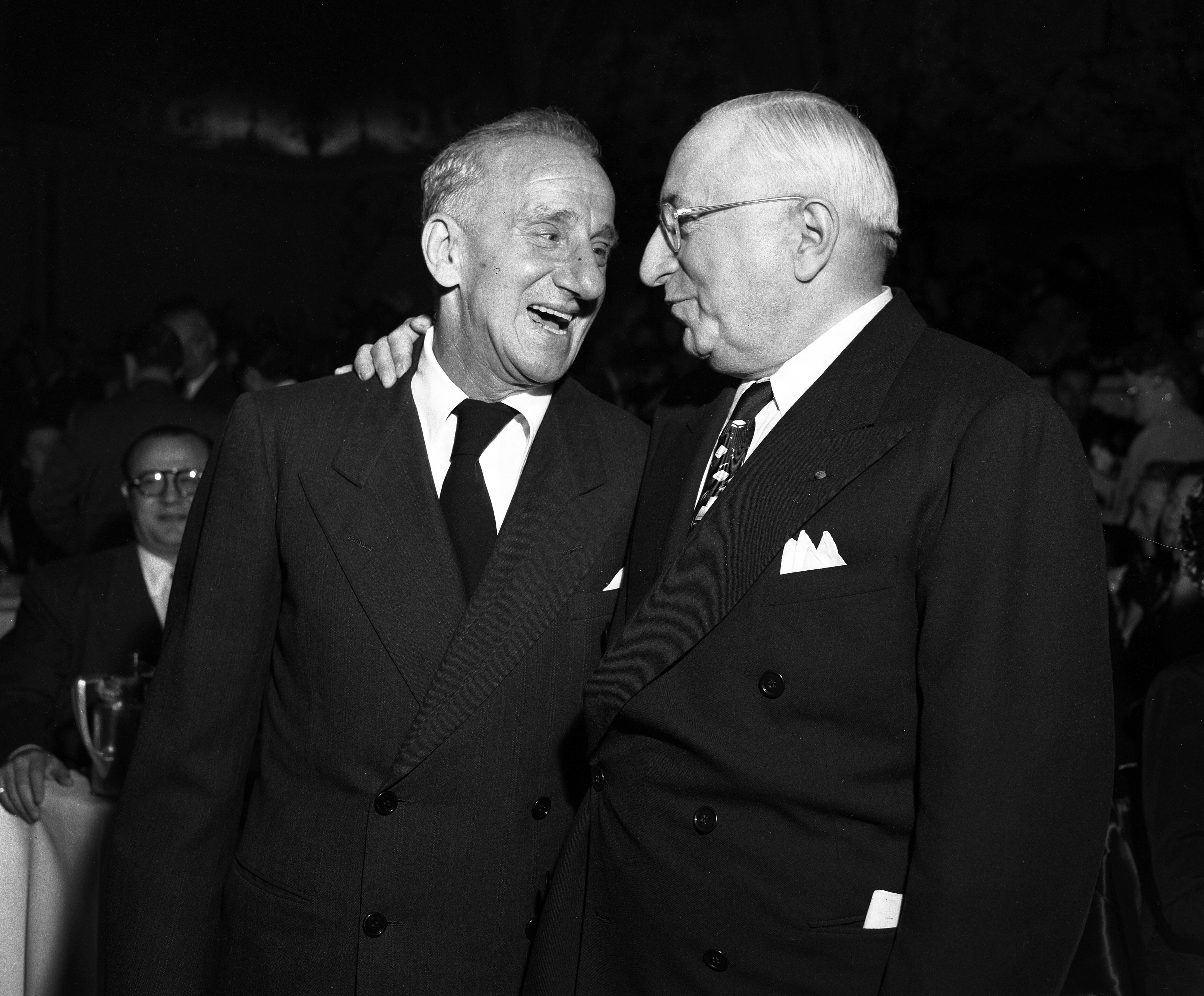
ジミー・デュランテと談笑するメイヤー（1948年撮影）

メトロ・ゴールドウィン・メイヤーの副社長として、ロサンゼルスの映画スタジオの采配を任されたメイヤーは、次々とヒット作を市場に投入する。メイヤーは、スタジオお抱えの人気俳優たちの魅力を最大限に引き出すために映画の配役や脚本を決定、更に大規模な宣伝を行って彼らの興行的価値を高めることに尽力した。この仕事の中には、スターのイメージを崩さないようにするための、彼らの私生活の管理まで含まれていた。ロン・チェイニーやグレタ・ガルボ、クラーク・ゲーブルにスペンサー・トレイシー、ジュディ・ガーランドなど、この時期にメイヤーが発掘し育て上げたスター俳優は枚挙に暇がない。
更にメイヤーにとって僥倖だったのは、当時メトロ・ゴールドウィン・メイヤーにプロデューサーのアーヴィング・タルバーグが在籍していたことである。タルバーグは映画製作に天才的な手腕を発揮し、スタジオの責任者として広報戦略を練るメイヤーを現場からサポートした。メイヤーとタルバーグの蜜月関係は、やがてタルバーグの才能と人望に嫉妬したメイヤーが彼の追い落としを図るまで続いた。1933年、持病のためにヨーロッパで治療を受けていたタルバーグに帰国後用意されたのは、以前の統括プロデューサーの地位ではなく、現場の部門プロデューサーの地位であった。失意のタルバーグは1936年に亡くなるが、メイヤーはかつての教え子であり政敵でもあった「天才少年」の死を、誰よりも嘆き悲しんだと言う。
タルバーグ亡き後のメトロ・ゴールドウィン・メイヤーの舵取りは、文字通りメイヤーの双肩にのしかかることになった。メイヤーは現場の責任者も兼任することになるが、その際にとった戦略とは、これまでより続編物の製作に力を入れるというものだった。大恐慌が到来しアメリカ経済そのものが深刻な打撃を受けても、メイヤー率いるメトロ・ゴールドウィン・メイヤーは好調を維持し続ける。絶頂期のメイヤーはアメリカ合衆国で最も高給取りの男であり、その年収は100万ドルを超えていたとされる。

### 権力からの失墜
タルバーグの死や大恐慌という危機を無事乗り切ったメイヤーは、ハリウッド最大の映画スタジオの首脳として不動の地位を築き上げる。しかし第二次世界大戦が終結すると、その勢威にも翳りが見られるようになる。メトロ・ゴールドウィン・メイヤーが得意とする感傷的な家族ドラマや仰々しいロマンス映画に、観客が以前のような関心を払わなくなったからである。また、この頃テレビという新しい娯楽が徐々に一般家庭に浸透しつつあったのも、映画産業にとって向かい風となった。
メトロ・ゴールドウィン・メイヤーの黄金時代に決定的な終止符を打ったのは、1948年に下された「パラマウント訴訟」の最高裁判決だった。同一の企業が映画の製作と興行を担当することを規制するこの判決によって、メトロ・ゴールドウィン・メイヤーやパラマウント映画のような大手映画スタジオは、莫大な利潤を生み出してきた系列の映画館への独占的支配を一挙に失うことになる。同時にこれまでスタジオに押さえ込まれてきたスター俳優や監督たちも、公然と待遇への不満を口にするようになった。このような逆境の中、メイヤーとメトロ・ゴールドウィン・メイヤーの上層部は、往年の勢いを取り戻すために人事面の刷新を図る。かつてアーヴィング・タルバーグが就いたポストに脚本家ドア・シャーリーを迎えたメイヤーだが、やがてシャーリーと映画の製作方針を巡って対立。そして1951年に、メイヤーの旧態依然とした大作主義と独裁に嫌気が差していたLoew’s Inc.（メトロ・ゴールドウィン・メイヤーの親会社）の経営責任者ニコラス・シェンクによって、メイヤーは27年間保持した最高権力者の地位から更迭されてしまう。

### 晩年のメイヤー
メトロ・ゴールドウィン・メイヤーを退社したメイヤーは、映画ビジネスから手を引き隠退生活に入ることになった。晩年のメイヤーは石油産業や不動産に投資することで、自らの資産を更に増加させた。投資業の傍ら、メイヤーは以前にも増して精力的に政治活動に関わるようになった。メイヤーは上院議員ジョセフ・マッカーシーの赤狩りに積極的に協力、1952年の共和党全国大会では中道路線を主張する大統領候補のドワイト・D・アイゼンハワーを「穏当すぎる」として非難した。
1956年7月頃よりメイヤーは体の不調を訴えるようになった。当初は単なる貧血だと診断されたが、後に白血病に罹患していることが判明し、同年9月にはカリフォルニア大学ロサンゼルス校の医療センターに入院することになる。その後輸血などの処置が継続して行われたものの、治療の甲斐なく1957年10月29日に73歳で死去した。メイヤーの遺骸は、イーストロサンゼルスのユダヤ人墓地に埋葬された。死後、彼の遺言に従って娘エディスとその夫が一族から除名された。その理由とは、彼女の夫が進歩的な政治思想を抱いていたから、というものだった。

## 評価

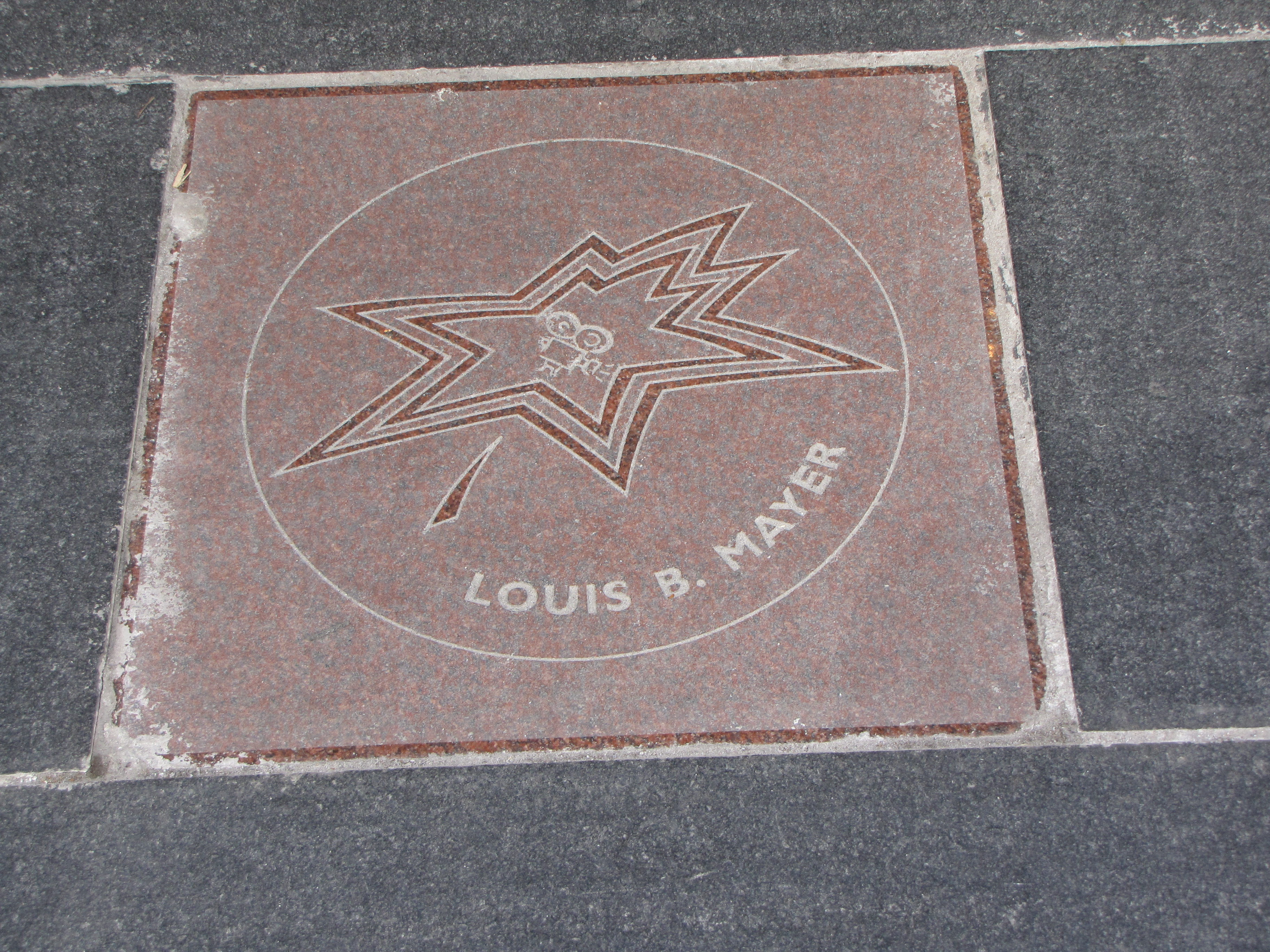
カナダのトロントにある名声の歩道に刻まれた、ルイス・B・メイヤーの星（2009年撮影）

長期間に渡ってハリウッドで指導的役割を果たし、その黄金時代を築き上げたことから、アメリカ映画史上で最も重要な人物の一人に位置づけられている。メイヤーが当時メトロ・ゴールドウィン・メイヤーで取った経営戦略は、積極的に同業他社に模倣されることになった。メイヤーは1927年に映画業界のイメージ改善と労働争議の解消を目的に設立された、映画芸術科学アカデミーの創立メンバーの一人である。晩年にはその映画産業に対する多大な功績を賞されて、1950年度のアカデミー名誉賞を受賞した。また、メイヤーはハリウッド名声の歩道に名前が刻まれている映画人の一人である。1999年には、『TIME』が選ぶ20世紀の100人にも選出された。
メイヤーの経営手腕とカリスマ性、映画業界への貢献は誰もが認めるところであるが、反面その人格面では評価が分かれがちな人物である。メイヤーの強引なやり方には、関係者たちからの批判も多かった。様々な手練手管を用いて、メトロ・ゴールドウィン・メイヤーお抱えのスター俳優たちの給料を低く抑えた逸話は、現在ハリウッドの伝説と化している。クラーク・ゲーブルが給料の値上げを直訴したときに、メイヤーは彼の妻にジョーン・クロフォードとの不倫を暴露すると脅迫、ゲーブルの給料は要求額の半分以下に抑えられてしまった。一方、アン・ラザフォードが母親に家を建てるために貯金をしたいと申し出たときには、涙を流してラザフォードを抱きしめ、給料の賃上げを認めたという。メイヤーの母親に対する敬慕の念は並々ならぬものがあり、ジョン・ギルバートが自分の母親を売春婦呼ばわりしたときには、激怒してギルバートを殴り飛ばしたとされる。映画プロデューサーであるアーヴィング・タルバーグを危険視し失脚に追い込んだものの、彼が早世したときには号泣して葬式にクチナシの花飾りを贈ったというエピソードも伝えられる。以上の逸話が示唆するように、メイヤーの人格は極めて複雑なものであり、そのことが彼に対する毀誉褒貶の激しさの一因となっている。

## 主な受賞
- アカデミー賞
  - 1950年度 名誉賞

- 全米監督協会賞
  - 1951年度 名誉生涯会員賞

## エピソード
- 喧嘩っ早い性格で有名だった。チャールズ・チャップリンがメイヤーを非難する声明を発表したとき、チャップリンと素手で殴り合いをしたという逸話が伝わっている[9]。

- 傲慢な性格で知られるが、そんな彼を慕う俳優も多かった。ロバート・テイラーがメイヤーに給料の値上げを要求したとき、メイヤーは「一生懸命仕事をして老人を敬えば、やがて君の望むものは全て手に入るよ」と優しく諭して彼を抱きしめた。要求は却下されたものの、メイヤーの言葉に感動したテイラーは、「私は父親を見つけた」と言って涙を流して喜んだという[2]。

- 私生活では競馬が趣味であった。メイヤーはロサンゼルス郊外に広大な厩舎を保有しており、そこからユアホストやケルソ、ブッシャーといった数多くの名馬が巣立っていった。後年メトロ・ゴールドウィン・メイヤーの財政状態が悪化したとき、ニューヨークの親会社の社長であるニコラス・スケンクは、メイヤーの競走馬への浪費を口実に彼から譲歩を引き出したとされる[10]。